# Juan Baraza
Juan Baraza (fl. 1659-1686) fue un compositor y maestro de capilla español.

## Vida
Las primeras noticias que se tienen de Juan Baraza son de 1659, fecha en la que se presenta a las oposiciones para el magisterio de la Colegiata de Daroca, en las que no tendría éxito. El cargo fue ocupado por Bartolomé Ximeno, que fallecería poco después, en 1660. En consecuencia, el cargo fue entregado a Baraza, que ejerció de maestro de capilla de Daroca durante nueve años, hasta el 15 de julio de 1669: «ese día se fue Baraza a Huesca». Le sucedería en el magisterio el famoso Ciego de Daroca, Pablo Bruna.
El 7 de junio de 1669 se concedió el cargo de maestro de capilla de la Catedral de Huesca a Baraza, sucediendo a Francisco Solana, que había fallecido el 15 de mayo de 1668. Durante el magisterio de Baraza, comenzaron los problemas económicos del cabildo oscense. Para aliviar los gastos, Baraza trató en 1682 de deshacerse del cuidados de los infantes del coro, pero solo lo consiguió durante dos años, ya que volvieron al cuidado del maestro.
Baraza había conseguido un segundo beneficio en la iglesia de San Lorenzo gracias al patrocinio del conde de Torresecas. Debido a las estrecheces económicas del cabildo, se ofreció a Baraza mantener el magisterio, pero rebajándole el salario, ya que tenía dos beneficios. Baraza rechazó el ofrecimiento y en 1686 abandonó el magisterio oscense. El magisterio oscense quedaría vacante hasta 1694, fecha en la que se ofreció el cargo a Francisco Berges, maestro de la Catedral de Jerez de la Frontera.

## Obra
Se sabe de obras compuestas por Baraza por pliegos impresos, Villancicos que se cantaron la noche de Navidad en la Santa Iglesia Catedral de Huesca este año de 1673. [...] siendo maestro de capilla el racionero Juan Baraza, fecha en la que se cantó el villancico Las gitanas, que los montes hacen casa de placer.
Se conservan algunas composiciones de Baraza en el Archivo Musical de la Catedral de Jaca.